# Francesco Sabatini
Pour les articles homonymes, voir Sabatini.
Francesco Sabatini (Palerme, 1721 — Madrid, 19 février 1797), également connu en Espagne sous le nom de Francisco Sabatini, est un architecte d'origine italienne dont la carrière se développe essentiellement en Espagne, au service du roi et dans la ville de Madrid. Son style évolue progressivement d'un style baroque classicisant vers le néo-classicisme.

## Biographie
Francesco Sabatini, fils d'Erasmo Sabatini et d'Olimpia Giuliani, naît dans la ville de Palerme, en Sicile, qui faisait alors partie du royaume de Naples et de Sicile. Il part étudier l'architecture à Rome. Il y rencontre son épouse, Maria Cecilia Vanvitelli, fille du célèbre architecte Luigi Vanvitelli. Sous la direction de son beau-père, il participe à la construction de palais royal de Caserte pour le roi de Naples, Charles VII.
En 1758, Charles VII est appelé sur le trône d'Espagne, sous le nom de Charles III, et Sabatini le suit en Espagne deux ans plus tard. Favori du roi, nommé gentilhomme de la Chambre, il est en contact direct avec Charles III qui le préfère souvent aux autres architectes espagnols. Il est nommé grand-maître des Œuvres Royales (Maestro Mayor de las Obras Reales), avec le grade de lieutenant-colonel dans le corps des Ingénieurs. Il est également désigné professeur honoraire à l'Académie royale des Beaux-Arts de San Fernando, créée par Ferdinand VI en 1752. Il est également reçu comme chevalier de l'ordre de Santiago.
Son œuvre évolue entre un style baroque classicisant et une affirmation du néo-classicisme. Mais contrairement à d'autres auteurs néoclassiques, inspirés principalement par les styles de la Grèce et de la Rome antiques, Sabatini puise son inspiration dans l'architecture de la Renaissance italienne.

## Œuvres

### À Madrid

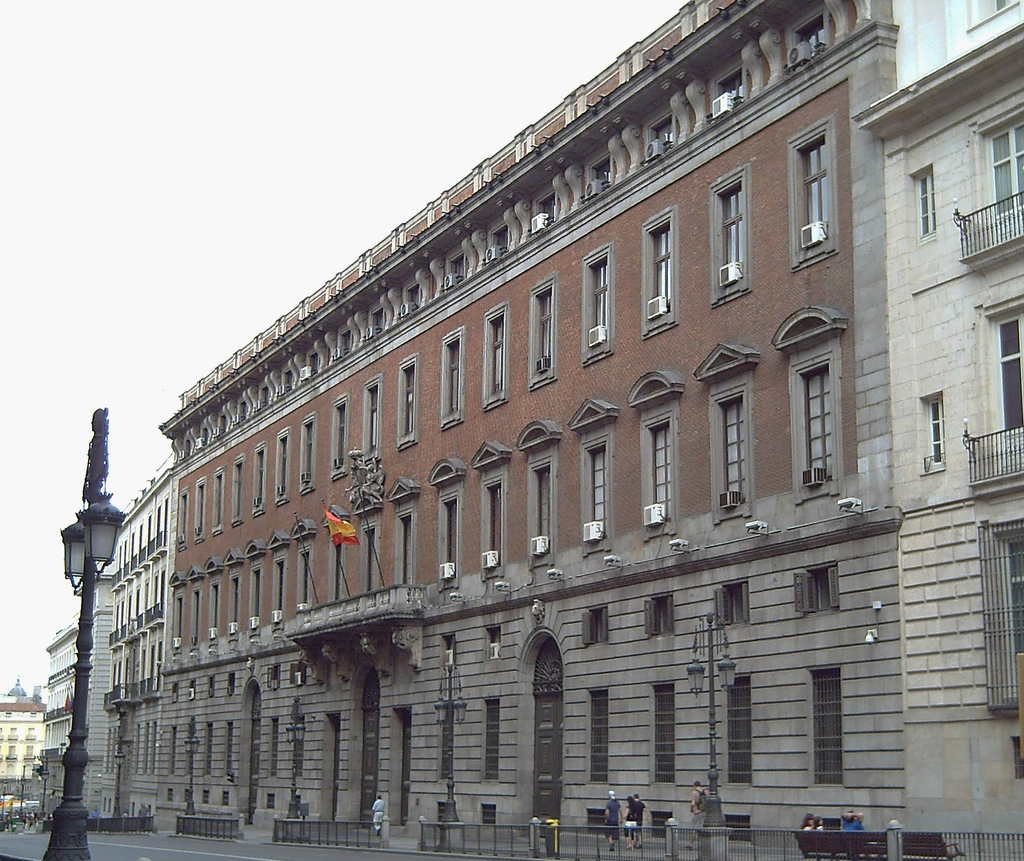
Façade sud, du côté de la rue de Alcalá, de l'Hôtel royal des Douanes.

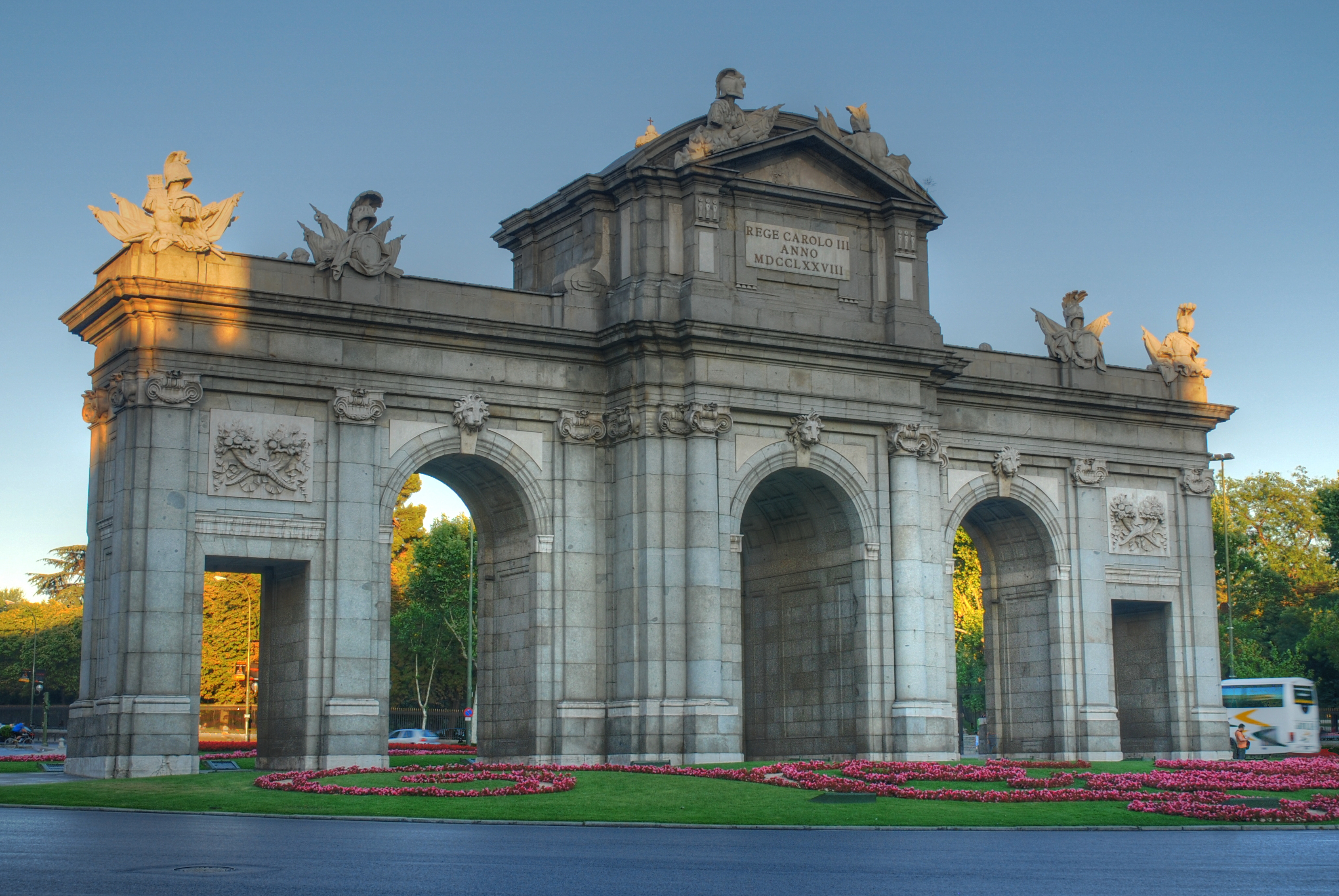
Façade est de la porte de Alcalá.

- Palais royal de Madrid, où il remplaça un autre architecte d'origine italienne, Giovanni Battista Sacchetti, dans les dernières années de la construction (1760-1764). En 1772, il se chargea de l'extension de l'aile sud-est du palais.
- Hôtel royal des Douanes (en), sur la rue d'Alcalá (1761-1769). C'est aujourd'hui encore le siège du ministère de l'Économie et des Finances.
- Tombeaux de Ferdinand VI et Marie-Barbara de Portugal, dans l'église conventuelle des Salesas Reales, avec le sculpteur Francisco Gutierrez.
- Monastère de Saint-Jacques le Majeur, près de la place de las Comendadoras de Santiago (1773).
- Porte de Alcalá (1774-1778)[2].
- Basilique Saint-François-le-Grand (1774-1784).
- Porte Saint-Vincent (1775).
- Chambre des secrétaires d'État et de l'Office, également connu sous le nom de palais du marquis de Grimaldi (en) ou encore de palais de Godoy (1776).
- Hôpital général, où il poursuit les travaux commencés par José de Hermosilla sous le règne de Ferdinand VI, qui accueille aujourd'hui le musée Reina Sofía (1776-1781).
- Porte royale du Jardin botanique royal de Madrid (1774-1781).
- Couvent franciscain de San Gil dans la rue de Leganitos, transformé par la suite en caserne (1786-1797).
- Plaza Mayor, où il participe avec Juan de Villanueva à la reconstruction, qui fait suite à un incendie en 1790.
- Église Sainte-Anne, dans le couvent du même nom. Francisco de Goya y a peint trois retables en 1787[3].

En revanche, les jardins de Sabatini (es), qui s'étendent au pied du palais royal de Madrid, entre la rue de Bailén et la côte Saint-Vicent, n'ont pas été dessinés par lui. Ils n'ont été aménagés que dans les années 1930, à la place des Grandes Écuries qu'il avait fait construire.

### Autour de Madrid
- Couvent Saint-Pascal à Aranjuez (1765-1770).
- Caserne de la Garde wallonne à Leganés, qui fait maintenant partie de l'université Carlos III de Madrid.

### Hors de Madrid
- Fabrique Royale des armes de Tolède, où il s'occupa de la décoration de la salle d'audience.
- Monastère royal de Saint Joachim et Sainte Anne à Valladolid.
- Monastère de la Commanderie de Santiago à Grenade.
- Chapelle de l'Immaculée Conception ou chapelle de Palafox, dans la cathédrale d'El Burgo de Osma.